# Société de la gravure originale en couleurs
La Société de la gravure originale en couleurs est une société savante française fondée à Paris en 1904 par Jean-François Raffaëlli, et disparue en 1920.
Elle organisa, dans la lignée de la renaissance de l'eau-forte, entre 1904 et 1920, et dans le cadre d'un salon dédié, des expositions ouverte à la gravure en couleurs en partenariat avec la galerie de Georges Petit. Son vice-président était Gustave Geffroy, et Octave Bernard, le secrétaire général. 
Par le biais de l'imprimeur Eugène Delâtre, cette société édita des gravures de Raffaëlli, mais aussi entre autres de Anselmo Bucci, Charles-Louis Houdard, Victor Mignot, Alfredo Müller, Louis Prat, Victor-Joseph Roux-Champion...

## Galerie

Quelques exemples de gravures
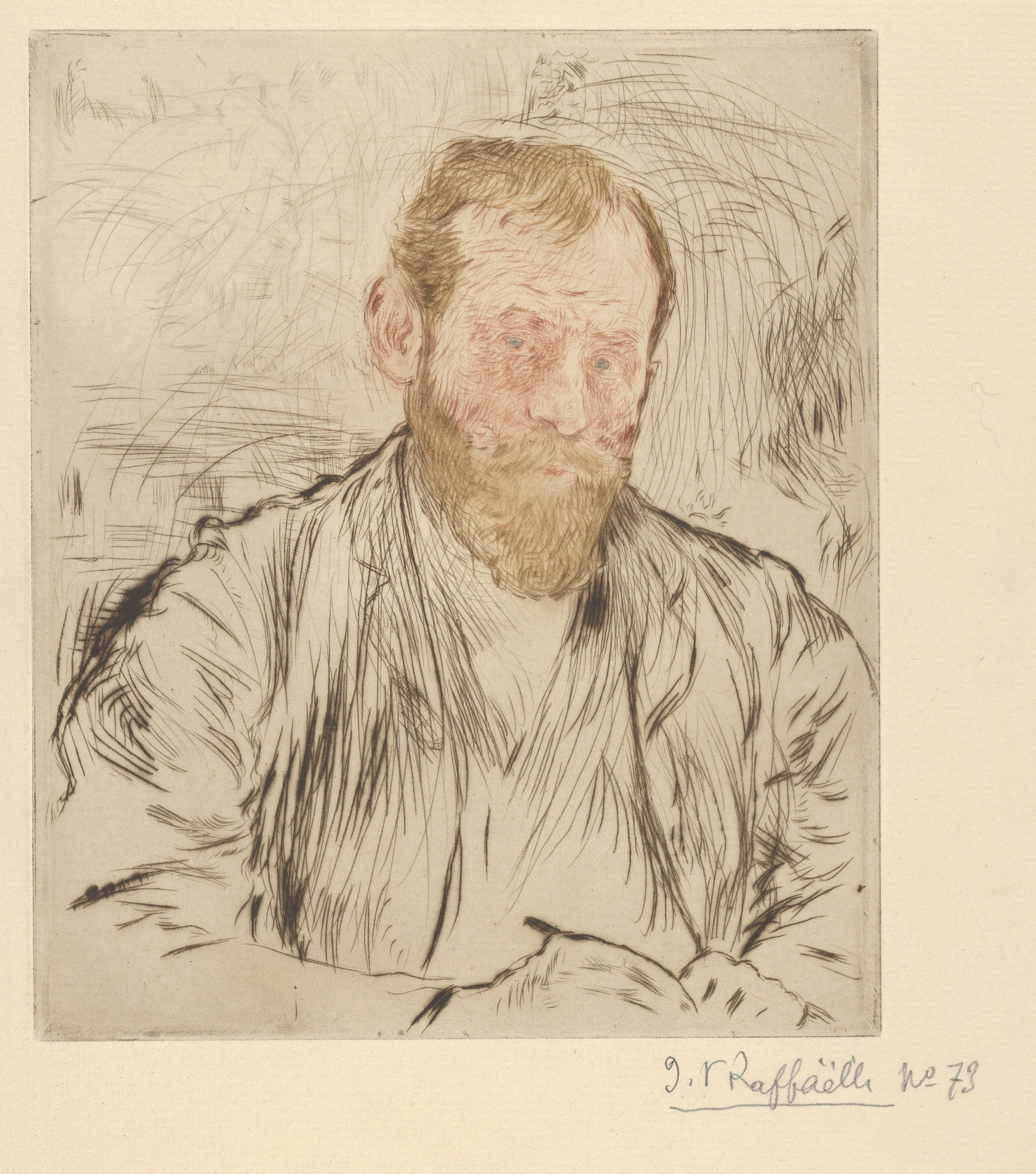
Raffaëlli, son portrait par lui-même. Pointe sèche, à quatre couleurs  (1893, MET).
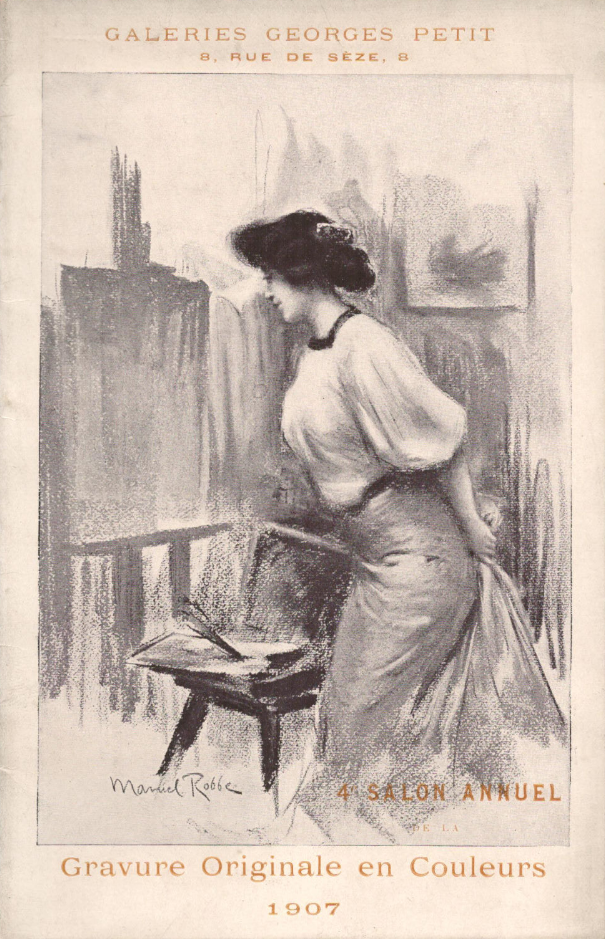
Couverture de Manuel Robbe pour le catalogue du Salon annuel de 1907.